# Kleidotoma myrmecophila
Kleidotoma myrmecophila är en stekelart som beskrevs av Jean-Jacques Kieffer 1908. Kleidotoma myrmecophila ingår i släktet Kleidotoma, och familjen glattsteklar. Arten är reproducerande i Sverige.